# Cyrille Cottin
Pour les articles homonymes, voir Cottin.
Cyrille Édouard Cottin, né le 28 septembre 1870 à Vevey (Suisse) et mort le 13 février 1944 à Lyon, est un industriel et coureur automobile français. En 1906, il s'associe à Pierre Desgoutte pour créer la société automobile Cottin & Desgouttes.

## Biographie
Cyrille Édouard Cottin, est le 4e enfant (sur 7) de Louis-Cyrille Cottin qui a épousé en 1863 Louise Payen, issue d'une nombreuse famille de la grande bourgeoisie lyonnaise, et dont les descendants comptent de nombreuses alliances dans la noblesse française. Son père tient sa fortune d'une affaire familiale de soieries créée en 1830 dans laquelle il est associé : "Les petits fils de Claude-Joseph Bonnet".
Il est diplômé de l’École supérieure de commerce de Lyon en 1891. En raison du grand nombre de descendants de Louis-Cyrille Cottin, la coutume veut que seul l'aîné (ou les aînés), de chaque branche puisse entrer dans la société. C'est ainsi que Cyrille Édouard Cottin, ne pouvant y rentrer, cherche à créer son affaire, ce qui le conduit à s'associer avec Pierre Desgoutte en 1906, à l'âge de 36 ans.
Il y investit sa fortune, aidé par la dot de sa femme (née Adda Bourras), et la confiance que lui témoignent ses amis, relations et parentés dans la bourgeoisie lyonnaise.
C'est un homme de caractère, dynamique et audacieux, avec un charisme certain. Tous ces facteurs ajoutés aux grandes compétences techniques de Pierre Desgoutte, permettent à la jeune société Cottin & Desgouttes de se développer rapidement.
Cyrille Édouard Cottin est par ailleurs un coureur automobile de premier niveau, et il remporte de nombreuses courses sur Cottin & Desgouttes, tant en France qu'en Afrique du Nord, à Zurich, et même en Australie où il gagne la course des 400 Miles. En 1907, il s'impose aussi lors de la course de côte des Plâtrières à Marseille. Après la guerre, il reprend la compétition et remporte de nombreuses courses sur sa Type M.
Quand la société connaît ses premières difficultés vers 1929, André Citroën, qui produit déjà ses véhicules en série, lui propose de la racheter. Par fierté, il refuse, et doit finalement perdre l'essentiel de sa fortune.